# Ozan Kabak
Ozan Muhammed Kabak (Ancara, 25 de março de 2000) é um jogador de futebol profissional turco que atua como zagueiro no Hoffenheim e na Seleção da Turquia.

## Carreira

### Galatasaray
Ozan treinou na academia de jovens do Galatasaray, ingressando em 2011. Ele assinou seu primeiro contrato profissional com o clube em 1 de julho de 2017. Ozan fez sua estreia pelo Galatasaray em uma vitória por 2–0 na campeonato turco sobre o Yeni Malatyaspor em 12 de maio de 2018. Em 24 de outubro de 2018, ele jogou sua primeira partida da Liga dos Campeões em um empate em casa por 0–0 contra o Schalke 04 na temporada 2018–19.

### Stuttgart
Em 17 de janeiro de 2019, Kabak se transferiu ao Stuttgart, da Alemanha, onde assinou um contrato até junho de 2024. Em 3 de março, ele marcou duas vezes na vitória por 5–1 sobre o Hannover 96, realizando seus primeiros gols na carreira. Ao fazer isso, aos 18 anos, 11 meses e 7 dias, se tornou o mais jovem zagueiro turco e o terceiro jogador mais jovem do Stuttgart a marcar duas vezes em uma única partida da Bundesliga.

### Schalke 04
Em 30 de junho de 2019, Kabak se juntou ao Schalke 04 em um contrato de cinco anos por uma taxa de 15 milhões de euros, depois que o Schalke ativou uma cláusula de rescisão em seu contrato. Ele foi um jogador regular em sua primeira temporada com o clube, aparecendo em 28 partidas e marcando três gols. Em setembro de 2020, ele foi suspenso por cinco jogos e multado em 15.000 euros após cuspir em Ludwig Augustinsson, do Werder Bremen. Posteriormente, Kabak pediu desculpas a Augustinsson via Twitter, insistindo que o incidente, pelo qual recebeu um cartão vermelho, "tinha sido um acidente".

### Empréstimo ao Liverpool
Em 1 de fevereiro de 2021, Kabak assinou com o Liverpool por empréstimo pelo restante da temporada 2020–21. O acordo teria valido 1 milhão de libras, com mais 500 mil em complementos, dependendo das aparições e do desempenho do Liverpool na Liga dos Campeões. Também incluía uma opção de compra, que foi definida em aproximadamente 18 milhões de libras e poderia aumentar para 26,5 milhões com os complementos. Em 13 de fevereiro de 2021, ele fez sua estreia no Liverpool em um jogo da Premier League contra o Leicester City, terminando em uma derrota fora de casa por 3–1. Em 16 de fevereiro, ele jogou em uma vitória por 2–0 fora de casa sobre o RB Leipzig na Liga dos Campeões da UEFA de 2020–21, tornando-se o primeiro jogador turco a jogar por um clube inglês na competição. No final da temporada, o Liverpool se recusou a ativar a opção de compra do jogador.

### Empréstimo ao Norwich City
Em 30 de agosto de 2021, Kabak retornou à Inglaterra para se juntar ao recém-promovido Norwich City em um contrato de empréstimo de uma temporada com opção de compra.

### Hoffenheim
Em 23 de julho de 2022, Kabak se transferiu para o Hoffenheim e assinou um contrato até 30 de junho de 2026, com uma cláusula de ganho de até 8 milhões em adicionais. Estreou numa partida da Copa da Alemanha, marcando um dos gols da vitória por 2–0 na fase prévia.

### Carreira internacional
Ozan foi convocado pelas seleções de base da Turquia. Ele foi capitão da Turquia Sub-17 no Eurocopa da categoria, e foi listado como um dos 10 jogadores a serem observados.
Em 17 de novembro de 2019, Kabak fez sua estreia na seleção principal da Turquia durante a partida de eliminatória da Eurocopa de 2020 contra Andorra, jogando a partida completa que a Turquia venceu por 2–0. Kabak marcou seu primeiro gol pela seleção em 16 de novembro de 2022, em uma vitória amistosa por 2–1 sobre a Escócia.
Em 24 de maio de 2024, Kabak foi convocado para a Eurocopa de 2024. Em 5 de junho, ele foi cortado devido a uma lesão no joelho antes do torneio.

## Títulos
Galatasaray
- Campeonato Turco: 2017–18[20]

Individual
- Bundesliga: Revelação da Temporada 2018–19[27][28][29]